# Christiane F.
Christiane F. — саундтрек Дэвида Боуи к одноимённому фильму о Кристиане Ф, изданный в 1981 году.

## Об альбоме
Немецкое название фильма звучит, как «Wir Kinder vom Bahnhof Zoo» («Мы, дети станции Зоо»), со ссылкой на одноименную железнодорожную станцию в Берлине. Дэвид Боуи, любимый певец Кристианы того времени, появляется в фильме в роли себя самого на концерте.

## Список композиций
Все песни написаны Дэвидом Боуи, за исключением отмеченных.
- «V-2 Schneider» — 3:09
- «TVC 15» — 3:29
- «Heroes/Helden» (Дэвид Боуи, Брайан Ино) — 6:01
- «Boys Keep Swinging» (Дэвид Боуи, Брайан Ино) — 3:16
- «Sense of Doubt» — 3:56
- «Station to Station» (live) — 8:42
- «Look Back in Anger» (Дэвид Боуи, Брайан Ино) — 3:06
- «Stay» — 3:20
- «Warszawa» (Дэвид Боуи, Брайан Ино) — 6:18

Примечания: Версия композиции «TVC 15» ранее не издавалась. «Station to Station» — концертная версия из альбома Stage. Композиция «Stay» — версия песни из сингла, который был выпущен только на территории США.

## Хит-парады
| Год       | Хит-парад            | Высшая позиция |
| --------- | -------------------- | -------------- |
| 1982      | Billboard Pop Albums | 135            |
| 1981-1982 | Ö3 Austria Top 40    | 3              |